# معهد غالتون
معهد غالتون أو الجمعية البريطانية لتحسين النسل (بالإنجليزية: Galton Institute)‏ هي جمعية علمية غير ربحية مقرها المملكة المتحدة. تهدف إلى «تعزيز الوعي العام للوراثة البشرية وتسهيل النقاش حول القضايا الأخلاقية التي يثيرها التطور في تكنولوجيا الإنجاب».
تم تأسيسها من قبل سيبيل نيفيل رولف [الإنجليزية] عام 1907 كجمعية تعليم تحسين النسل بهدف تعزيز البحث والفهم لعملية تحسين النسل.
يتكون الأعضاء في الغالب من الطبقة المحترفة
 بالإضافة إلى العلماء البارزين مثل فرانسيس غالتون. شاركت الجمعية في الدعم والبحث لأجل تحقيق أهداف تحسين النسل، وشارك الأعضاء أيضاً في العديد من الأنشطة مثل الضغط على البرلمان وإعداد المحاضرات ونشر الإشاعات. وقد أصبحت تسمى بجمعية تحسين النسل في عام 1924 (يشار اليها غالباً بالجمعية البريطانية لتحسين النسل وذلك لتمييزها عن غيرها. قامت الجمعية بين عام 1909 وعام 1968 بنشر مجلة العلوم البيولوجية الاجتماعية [الإنجليزية]، وهي مجلة علمية مكرسة لموضوع تحسين النسل.  وصلت ذروة المشاركة في الجمعية خلال ثلاثينيات القرن العشرين.
مقر الجمعية حالياً في واندزورث، بريطانيا. تم إعادة تسمية الجمعية بمؤسسة غالتون عام 1989.

## التاريخ

### إنشاء جمعية تعليم تحسين النسل

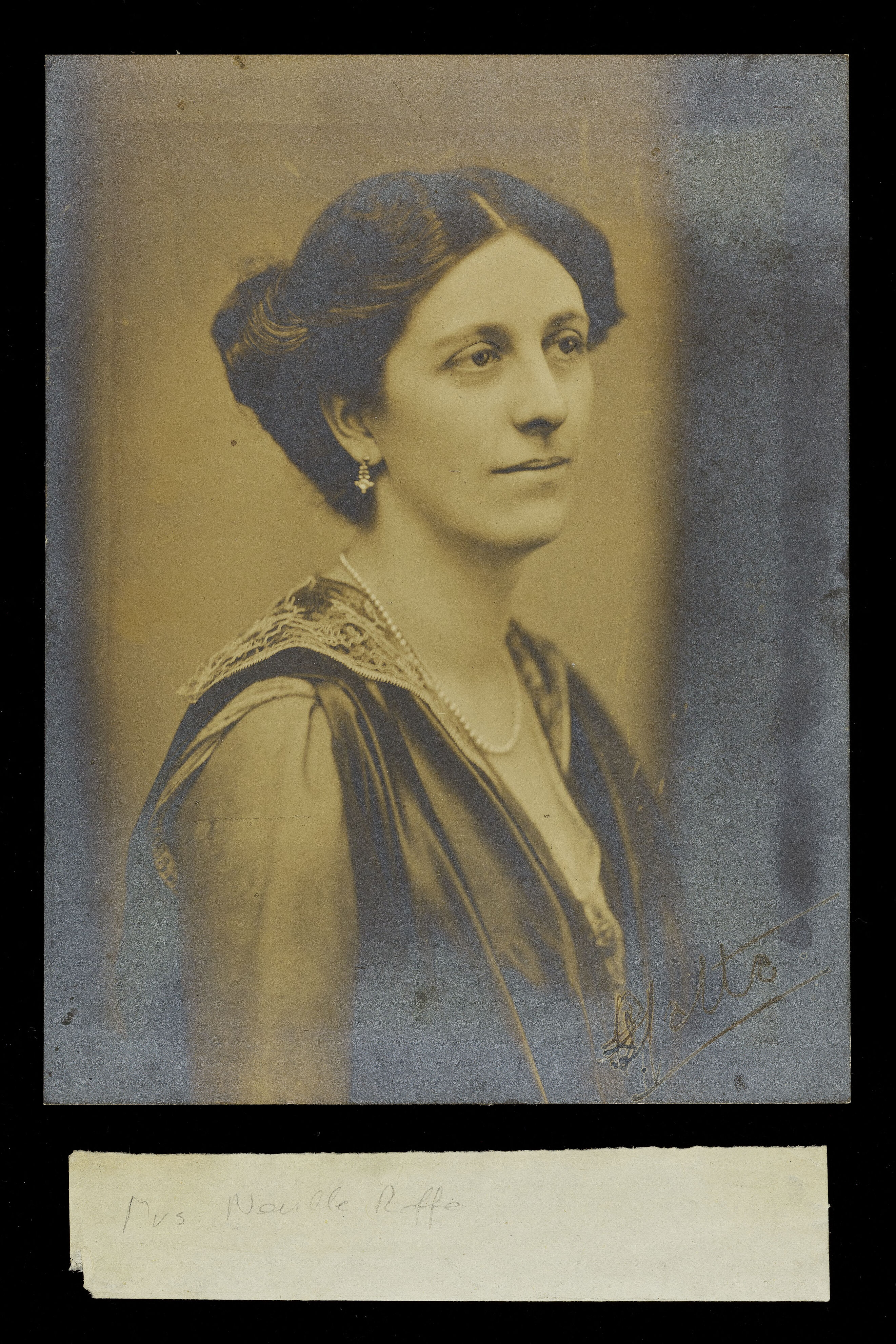
سيبيل جوتو، مؤسسة جمعية تعليم تحسين النسل (القرن العشرين).

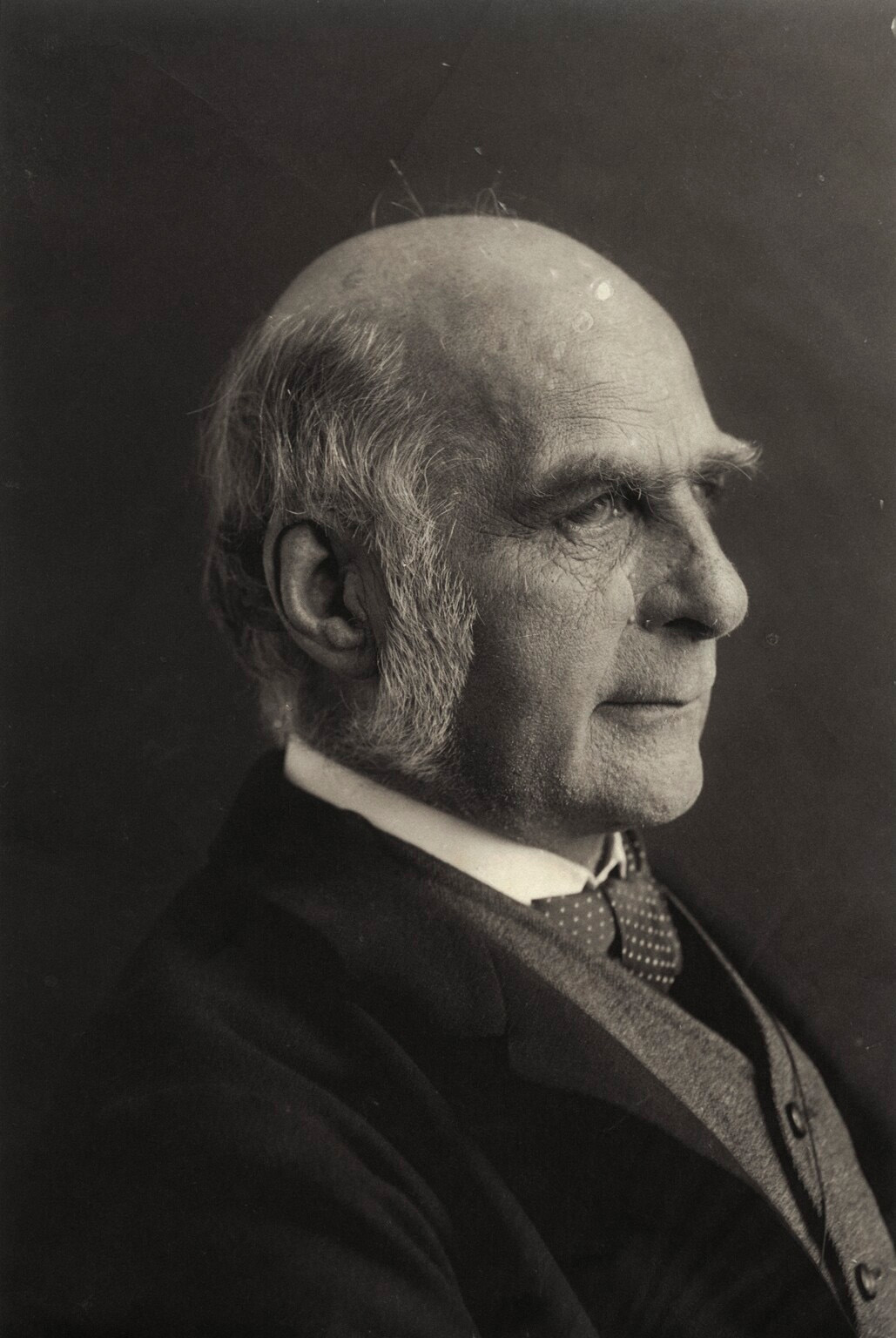
السير فرانسيس جالتون (القرن التاسع عشر). الرئيس الفخري لجمعية تعليم تحسين النسل (1907-1911).

تم تأسيس جمعية تعليم تحسين النسل من قبل سيبيل نيفيل رولف البالغة من العم 21 عاماً، وهي أرملة ومصلحة اجتماعية. وعلى خطى فرانسيس غالتون بدأت سيبيل بالبحث عن مناصرين لتبدأ بمنظمة هدفها تثقيف الناس ورفع الوعي العام عن ايجابيات وفوائد علم تحسين النسل. تم التعارف بينها وبين المحامي مونتاج كراكانثورب الذي أصبح لاحقاً الرئيس الثاني للجمعية، عن طريق جيمس سلوتر، أمين جمعية علم الاجتماع. قدم المحامي مونتاج السيدة سيبيل إلى غالتون، الإحصائي الذي صاغ مصطلح "تحسين النسل"." استمر غالتون في منصب الرئيس الفخري للجمعية من عام 1907 إلى عام 1911. عرضت سيبيل ومونتاج رؤيتهما أمام لجنة من رابطة التربية الأخلاقية [الإنجليزية]، مطالبين الرابطة بتغيير اسمها ليصبح رابطة تحسين النسل والنربية الأخلاقية، لكن قررت اللجنة بأنه يجب إنشاء منظمة مكرسة خصيصاً لعلم تحسين النسل. كانت الجمعية تقع في إكليستون سكوير، لندن.

أهداف جمعية تحسين النسل، كما تم ذكرها في العدد الأول الصادر عن مجلة العلوم البيولوجية الاجتماعية:
1. "المثابرة على تحديد الأهمية الوطنية لعلم تحسين النسل من أجل تعديل الرأي العام، وخلق شعور بالمسؤولية فيما يتعلق بجميع الأمور المتعلقة بالأبوة وجعلها تحت تأثير المثل العليا لتحسين النسل.
2. نشر المعرفة عن قوانين الوراثة البشرية بقدر ما هي معروفة بالتأكيد، وبقدر ما قد تؤثر هذه المعرفة على تحسين النسل.
3. توسيع تعليم أسس ومبادئ تحسين النسل على نطاق المنزل والمدرسة وأي مكان أخر."[11]

## وصلات خارجية
- Galton Institute